# Opisthocoelicaudiinae
Sous-famille
Genres de rang inférieur
- † Alamosaurus Gilmore, 1922
- † Borealosaurus You et al. 2004[1],[2]
- † Opisthocoelicaudia (genre type) Borsuk-Białynicka, 1977[1]

Les Opisthocoelicaudiinae forment une sous-famille éteinte de dinosaures titanosauriens de la famille des Saltasauridae. Ils ont vécu au Crétacé supérieur.
Les opisthocoelicaudiinés vivaient dans ce qui est actuellement la Chine, la Mongolie, le Nouveau-Mexique, le Texas et l'Utah.

## Description
Les os de l'articulation carpo-phalangienne des opisthocoelicaudiinés ne sont pas ossifiés.

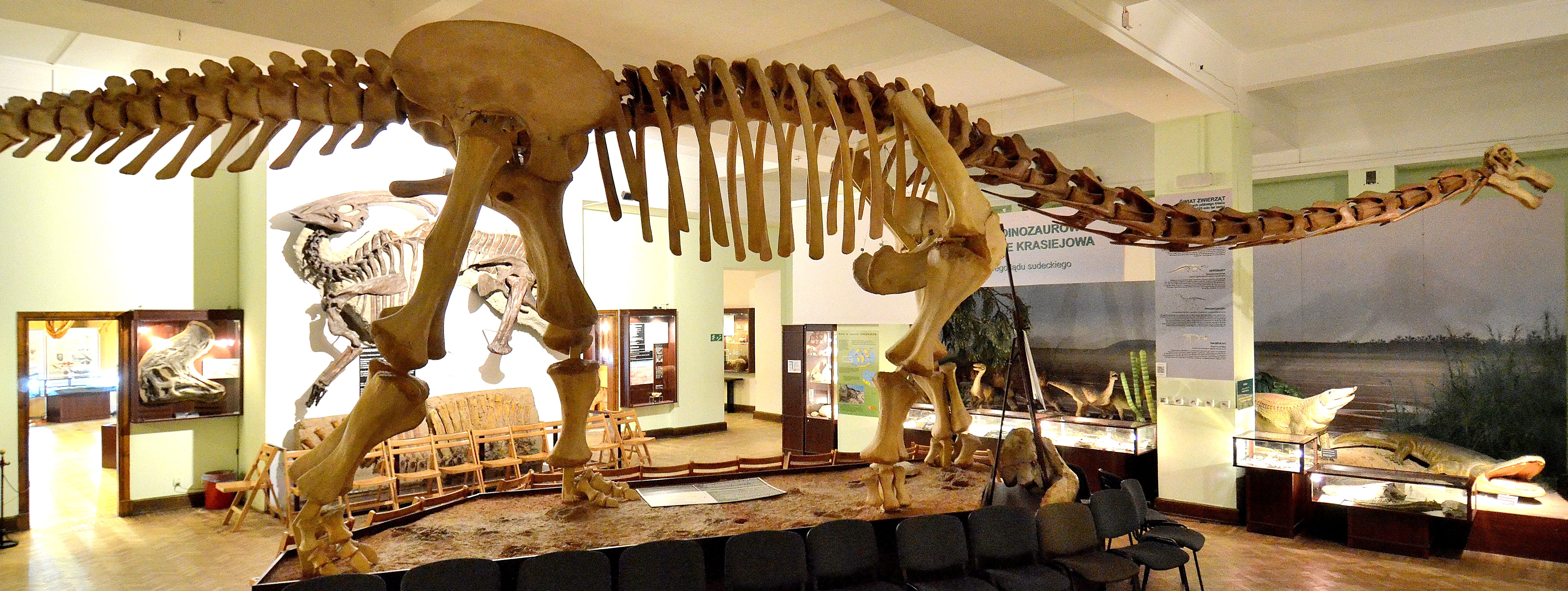
Squelette d'Opisthocoelicaudia ré-assemblé au Musée de l'évolution de l'Académie des sciences de Pologne de Varsovie.

## Liste des espèces
Deux ou trois genres de dinosaures ont été classés parmi les Opisthocoelicaudiinae : Alamosaurus, Opisthocoelicaudia et pour certains Borealosaurus. La sous-famille fut créée par John McIntosh en 1990,.

## Classification
Le cladogramme suivant reprend une interprétation phylogénique réalisée par Calvo et ses collègues en 2007 montrant les Opisthocoelicaudiinae en groupe frère des Saltasaurinae au sein de la famille des Saltasauridae :
|  | Opisthocoelicaudia |
|  |                    |
|  | Alamosaurus        |
|  |                    |

|  | Neuquensaurus                                              |
|  |                                                            |
|  | \| \| Rocasaurus \| \| \| \| \| \| Saltasaurus \| \| \| \| |
|  |                                                            |
|  | Rocasaurus                                                 |
|  |                                                            |
|  | Saltasaurus                                                |
|  |                                                            |

|  | Rocasaurus  |
|  |             |
|  | Saltasaurus |
|  |             |

|  | Opisthocoelicaudia |
|  |                    |
|  | Alamosaurus        |
|  |                    |

|  | Neuquensaurus                                              |
|  |                                                            |
|  | \| \| Rocasaurus \| \| \| \| \| \| Saltasaurus \| \| \| \| |
|  |                                                            |
|  | Rocasaurus                                                 |
|  |                                                            |
|  | Saltasaurus                                                |
|  |                                                            |

|  | Rocasaurus  |
|  |             |
|  | Saltasaurus |
|  |             |